# Jacques Lacan
Jacques Marie Émile Lacan (tiếng Pháp: [ʒak maʁi emil lakɑ̃]; sinh ngày 13 tháng 4 năm 1901 – mất ngày 9 tháng 12 năm 1981), được biết đến nhiều hơn với tên Jacques Lacan, là một nhà tâm thần học kiêm phân tâm học người Pháp. Ông nổi tiếng với những đóng góp lý thuyết cho ngành phân tâm học, dựa trên diễn giải các công trình của Sigmund Freud trộn lẫn với các yếu tố triết học, chủ nghĩa cấu trúc, ngôn ngữ học cấu trúc và toán học.
Lacan theo học chuyên khoa tâm thần thuộc ngành y của Đại học Paris. Năm 1932, ông tốt nghiệp văn bằng tiến sĩ. Vào thập kỷ 1930, ông bén duyên với ngành phân tâm học và chủ nghĩa siêu thực. Khoảng năm 1934, khi còn đang nghiên cứu dưới trướng Rudolph Loewenstein, Lacan gia nhập Hiệp hội Phân tâm học Paris (SPP), rồi trở thành hội viên chính thức vào năm 1938. Thời điểm đó, ông rất tích cực tham gia vào đời sống trí thức ở Paris, thường xuyên giao lưu với các nghệ sĩ trường phái siêu thực như André Breton và Salvador Dalí. Ngoài ra ông cũng bắt đầu tìm hiểu về Martin Heidegger và G. W. F. Hegel, những vị triết gia mà sẽ ảnh hưởng đáng kể đến Lacan sau này.
Tuyên bố của Lacan về sự "trở lại với Freud", sự phản đối của ông đối với các trường phái Freud khác (đặc biệt là tâm lý học cái tôi), cũng như chiều hướng lý thuyết của ông, đã khiến nội bộ SPP chia rẽ vào năm 1953. Lacan tiếp tục nghiên cứu và tổ chức nhiều cuộc hội thảo từ năm 1953 đến năm 1980. Ngoài ra, ông từng thành lập và chỉ đạo một học viện phân tâm học của riêng mình, gọi là trường Freud ở Paris (EFP). Cơ sở này đi vào hoạt động từ năm 1964 nhưng phải giải thể vào năm 1980 sau một số lục đục. Văn tuyển Ecrits (1966) có thể coi là công trình nổi bật nhất của Lacan, và cũng chính nhờ nó, ông đã trở thành một nhân vật thống trị đời sống văn hóa Pháp hồi thập niên 70.
Công trình của Lacan khám phá tầm quan trọng của vô thức Freud trong phân tích thực tiễn và lý thuyết, có liên quan đến nhiều lĩnh vực khác nhau. Trong giảng dạy, ông đặc biệt nhấn mạnh chiều kích triết học của bộ môn tâm lý mà xa rời góc độ sinh học. Trái ngược với Freud, người đã tự nguyện đoạn tuyệt với triết học, Lacan tiếp nhận những suy đoán mang tính triết học đó và tổng hòa chúng với ngành phân tâm học. Theo Lacan, vô thức là một cấu trúc có hiệu ứng giống ngôn ngữ, và bắt nguồn từ ngôn ngữ. Hơn nữa, quan điểm ấy đã giao thoa với những thành tựu khoa học đương thời, nổi bật là ngôn ngữ học cấu trúc của Ferdinand de Saussure và một số ngành toán mới nổi như tô-pô học. Tất cả những yếu tố đó đã giúp Lacan trở thành một trong những nhà thông dịch vĩ đại nhất về tư tưởng của Freud, đồng thời cũng đanh dấu sự khai sinh của phong trào phân tâm học mang tên ông, "chủ nghĩa Lacan".

## Tiểu sử
Lacan Émile Jacques-Marie là con đầu lòng của một gia đình thuộc tầng lớp trung lưu. Ông lớn lên trong môi trường Công giáo bảo thủ. Mẹ ông rất sùng đạo còn cha ông thì thực hiện các nghĩa vụ tôn giáo không chút nhiệt tâm. Được coi như một đứa trẻ độc đoán và sáng dạ, ông theo học tiểu học và trung học tại trường Stanislas. Khoảng mười lăm tuổi, Lacan khám phá Baruch Spinoza, một trong những tác giả yêu thích nhất mãi về sau của ông. Ông rất ấn tượng bởi việc giảng dạy của John Baruzi, tác giả của một luận án về Jean de la Croix, mà cũng quan tâm đến Leibniz, Saint Paul và Angelus Silesius.
Lacan bắt đầu theo học Y khoa, trái với ý muốn của cha mình. Những năm đầu tiên, ông tích cực tham gia các hội đối lập với những người theo chủ nghĩa siêu thực và hành động Pháp. Những hội này đặc trưng bởi vị trí trái ngược rõ rệt và mối quan tâm đặc biệt tới các vấn đề ngôn ngữ. Bởi ông đã mất niềm tin trong thời niên thiếu, và lại từng muốn gây được ảnh hưởng nhất định tới người em trai, cho nên lễ tấn phong linh mục của người em này tại nhà thờ Hautecombe năm 1926 đối với ông lại trở thành một thất bại cá nhân.
Chọn khoa Tâm thần và theo học Gaëtan Gatian de Clérambault, Lacan sau này chỉ công nhận đó là người thầy tâm thần học duy nhất của mình. Trong thời kỳ học nội trú, ông gặp gỡ Henri Ey và Pierre Mâle. Ông bảo vệ luận án tiến sĩ vào cuối năm 1932 và tốt nghiệp Y khoa, chuyên khoa tâm thần.
Vài tháng trước khi bảo vệ luận án, ông bắt đầu theo học Phân Tâm học với Rudolph Loewenstein. Ông được bổ nhiệm làm hội viên của hiệp hội Phân Tâm Paris. Năm 1938, ông trở thành thành viên chính thức với sự hỗ trợ của Loewenstein với điều kiện: Lacan phải tiếp tục phân tâm học với ông. Tuy nhiên, Lacan đã sớm bỏ dở. Cũng vào những năm 1930, ông tham dự hội thảo của Alexandre Kojève về Hegel. Hội thảo này không chỉ là nơi gặp gỡ giữa các nhân vật rất khác biệt (Raymond Aron, Raymond Queneau, Jean Hyppolite, Maurice Merleau-Ponty, Georges Bataille, vv..) mà còn là nơi đào tạo trí thức rất quan trọng đối với Lacan.
Năm 1933, ông gặp và cưới Marie-Louise Blondin. Họ có ba đứa con chung: Caroline (1937), Thibault (1039) và Sibylle (1940). Sau đó ông đem lòng yêu Sylvia Maklès, vợ của Georges Batailles đã li thân từ năm 1933. Họ có chung một người con, Judith (1941). Lacan li dị vợ vào cuối thế chiến.
Lacan ngưng tất cả mọi hoạt động giảng dạy trong thời Pháp bị chiếm đóng, nhưng vẫn theo đuổi nghiên cứu Phân Tâm học. Chỉ sau khi chiến tranh kết thúc, phong trào phân tâm học ở Pháp mới sống lại. Chiến tranh thế giới dẫu sao cũng mang đến những đổi thay lớn. Những phong trào như của nhà ngôn ngữ học Edouard Pichon về ngôn ngữ vô thức quốc gia phụ thuộc đã bị đẩy lùi bởi những kinh nghiệm mới mẻ hơn. Cuộc lưu vong của Loewenstein, kẻ yêu cuồng Marie Bonaparte, lãnh đạo tinh thần của các nhà phân tâm học cũng gây nên những thay đổi rõ rệt. Ngay khi chiến tranh vừa chấm dứt, Lacan đột nhiên có một tầm quan trọng chưa từng biết đến, có lẽ vì ông là một trong những trí thức không chọn con đường lưu vong.

## Tư tưởng

### Chấn hưng thuyết Freud

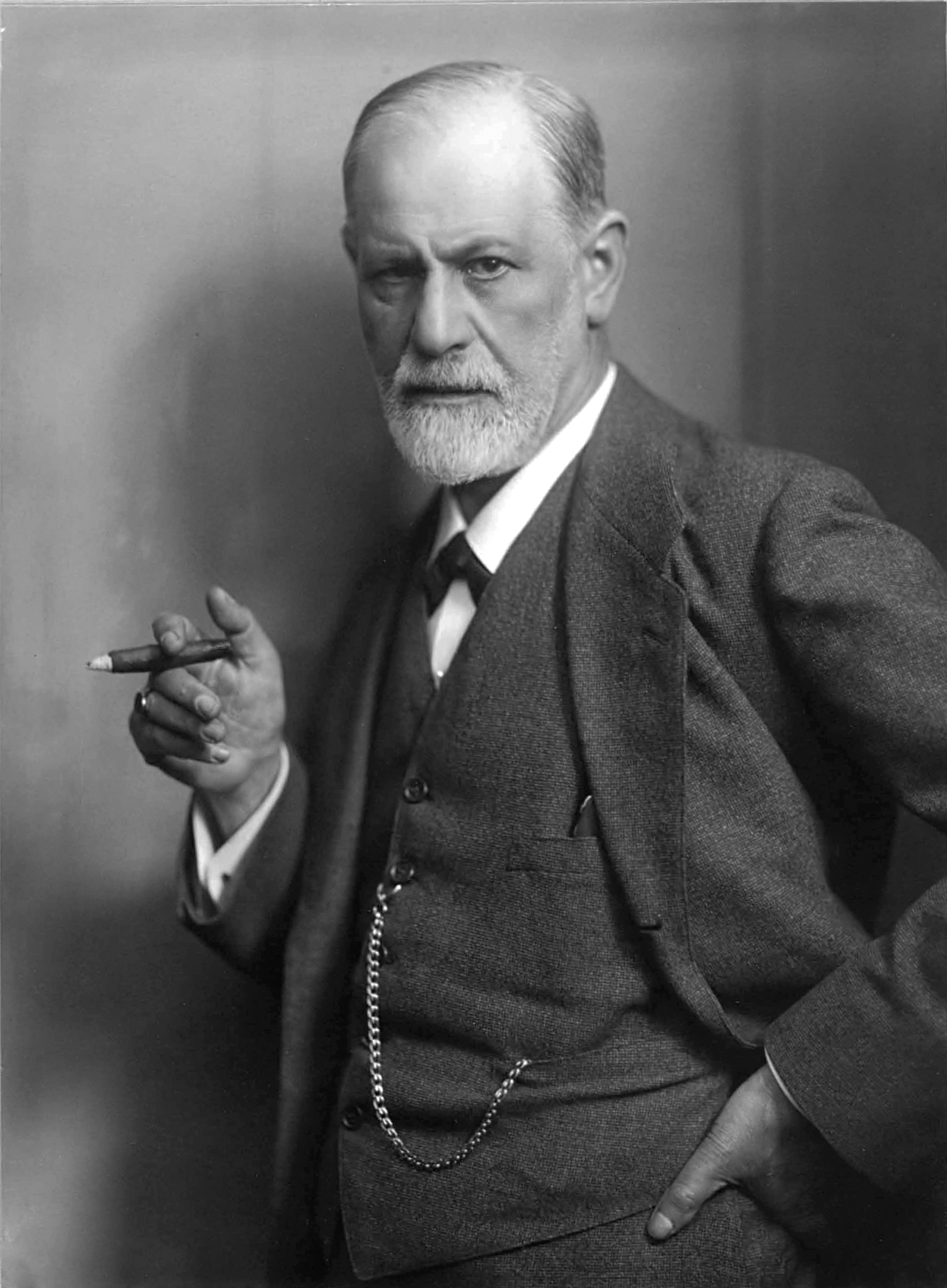
Sigmund Freud năm 1921.

Công trình "quay về với Freud" của Lacan đã nhen nhóm từ thời ông còn học tập tại Société Psychanalytique de Paris (SPP), một cơ quan liên kết với Hiệp hội Phân tâm học Quốc tế (IPA), và Lacan tự coi mình là người bảo tồn những di sản của học thuyết Freud. Ban đầu, ông chí trích gay gắt chí hướng diễn giải Freud của các nhà phân tâm học IPA. Về sau, khi đã rời bỏ SPP vào năm 1953, ông tiếp tục mở rộng phê phán của mình đối với ba học phái thời thượng lúc bấy giờ trong nội bộ IPA, đó là tâm lý học cái tôi, phân tâm học Klein và thuyết quan hệ khách thể. Do vậy, "quay về với Freud" là sự phản ứng với điều mà Lacan nhìn nhận như sự phản bội Freud của các nhà lý thuyết IPA.